# DeAndre Davis
DeAndre Devonte Davis (nacido en el Condado de Spotsylvania, Virginia; 23 de noviembre de 1994) es un baloncestista estadounidense que pertenece a la plantilla del Kangoeroes Basket Willebroek de la BNXT League. Con 2,01 metros de estatura, juega en la posición de alero.

## Trayectoria deportiva
Es un jugador formado en el Riverbend High School de Fredericksburg, Virginia, antes de ingresar en 2013 en el Garrett College, donde juega durante dos temporadas, desde 2013 a 2015.
En 2015, ingresa en la Universidad Estatal de Alcorn, situada cerca de Lorman, Misisipi, donde jugaría durante dos temporadas la NCAA con los Alcorn State Braves, desde 2015 a 2017.
Tras no ser drafteado en 2017, firma un contrato con el BK Iskra Svit de la Slovakian Extraliga, en el que jugaría durante dos temporadas.
El 15 de enero de 2020, firma por el Borås Basket de la Basketligan sueca, en el que jugaría durante temporada y media.
En la temporada 2020-21, se compromete con el Trefl Sopot con el que disputa la TBL y la Eurocup.
En la temporada 2022-23, firma por el Kangoeroes Basket Willebroek de la BNXT League.